# Minden-Lübbecke
Minden-Lübbecke là một huyện trong bang Nordrhein-Westfalen, Đức.
Các huyện giáp ranh là: Diepholz, Nienburg, Schaumburg, Lippe, Herford, Osnabrück.
Đây là huyện cực bắc của bang Nordrhein-Westfalen. Sông Weser chảy vào huyện ở đông nam và ra ở phía bắc. Về phía nam, sông này chảy qua một khe núi hẹp tạo bởi hai dãy núi Wiehengebirge ở phía tây và Wesergebirge ở phía đông.

## Các đô thị
| Thị xã                                               | Thị xã                                                              | Đô thị                            |
| ---------------------------------------------------- | ------------------------------------------------------------------- | --------------------------------- |
| 1. Minden 2. Lübbecke 3. Bad Oeynhausen 4. Espelkamp | 1. Petershagen 2. Porta Westfalica 3. Preußisch Oldendorf 4. Rahden | 1. Hille 2. Hüllhorst 3. Stemwede |